# بائورس
بائورس (به اسپانیایی: Baures) یک شهرداری در بولیوی است که در استان ایتنز واقع شده‌است. بائورس ۵٬۰۴۶ نفر جمعیت دارد.